# F1 24
F1 24 este un joc video de curse dezvoltat de Codemasters și publicat de EA Sports. Este a șaptesprezecea intrare în seria F1 și deține licența pentru campionatele din 2024 de Formula 1 și Formula 2. Jocul a fost lansat pe 31 mai, sau cu trei zile mai devreme pentru utilizatorii care au precomandat Champions' Edition (Ediția Campionilor). Jocul dispune de un mod de carieră modernizat, care a primit recenzii pozitive din partea criticilor, deși criticile au vizat modelul său de manevrare, IA și tracțiunea la viteză redusă.

## Gameplay
Similar cu intrările anterioare ale seriei, jucătorii conduc mașini folosind controllere de joc sau volane. O sesiune imită un weekend de curse real, începând cu antrenamentele libere și terminând cu Marele Premiu. Pe parcursul cursei, jucătorii experimentează opriri la boxe și diverse incidente, care pot duce la mașini de siguranță și modificări ale superlicenței jucătorului.
F1 24 a introdus un nou mod de carieră, în care jucătorii evoluează ca piloți reali și câștigă reputație pe parcursul sezonului. În plus față de a juca cu oricare dintre cei douăzeci de piloți de Formula 1, jucătorii pot juca și cu piloți de Formula 2 și piloți retrași. Una dintre noile caracteristici sunt obiectivele de la mijlocul cursei date de inginerii și sponsorii echipei, care oferă jucătorilor experiență și recompense suplimentare dacă sunt finalizate.[6] „F1 World”, introdus pentru prima dată în F1 22, a primit, de asemenea, o extindere. Un nou mod „Fanzone” a fost adăugat, permițând jucătorilor să contribuie cu puncte la echipe și piloți pentru a concura cu alte fanzone-uri.
Modul poveste, Braking Point, care a fost disponibil în F1 2021 și F1 23, nu a fost continuat.

## Dezvoltare și lansare
Un trailer de anunțare a fost lansat pe 27 februarie, pe canalul F1 de YouTube al EA Sports. Ca și predecesorul său, F1 24 a fost dezvoltat cu Motorul Ego al Codemasters. Potrivit directorului Lee Mather, dezvoltarea s-a concentrat pe modul de carieră și pe modelul de manevrare, cu puține schimbări la comportamentul IA și la grafică. Ian Livingstone și Lapalux au compus coloana sonoră a jocului.
Jocul a fost lansat pe 31 mai 2024 pe Microsoft Windows, PlayStation 4, PlayStation 5, Xbox One și Xbox Series X/S, Ediția Campionilor a jocului fiind disponibilă cu trei zile mai devreme, pe 28 mai. Coperta ediției standard îi prezintă pe Lewis Hamilton, Charles Leclerc și Lando Norris, aceiași trei piloți ca în titlul anterior, alături de mașinile lor respective, Mercedes W15, Ferrari SF-24 și McLaren MCL38, care se întrec pe un circuit stradal. Acesta marchează primul titlu de la F1 2018 în care atât piloții, cât și mașinile sunt prezentate pe copertă. Coperta Ediției Campionilor îl prezintă pe Max Verstappen sărbătorindu-și victoria de la Marele Premiu al Spaniei din 2023.

## Recepție
Agregatorul de recenzii Metacritic i-a dat jocului un scor de 72/100, ceea ce înseamnă „mixt sau mediu”. OpenCritic, un alt agregator, a dat jocului un scor de 61%.
Criticii au lăudat noul său mod carieră și „F1 World” îmbunătățită, deși obiectivele de la mijlocul cursei au primit critici. Justin Towell de la PC Gamer a descris obiectivele ca fiind „necaracteristic de dezordonate”. Noul model de manipulare a fizicii jocului a primit recenzii mixte. Luke Reilly de la IGN a descris mașinile ca fiind „surprinzător de simplu de îmblânzit și de a obține o experiență de condus grozavă prin viraje”, în timp ce Steve Boxer de la The Guardian a spus că „acum trebuie să petreceți la fel de mult timp având grijă de pneuri ca piloții reali”.
Acesta a fost nominalizat pentru „Cel mai bun joc sportiv / de curse” la The Game Awards 2024.